# سياسة التأشيرات في ساو تومي وبرينسيب
يجب على الزائرين إلى ساو تومي وبرينسيب الحصول على تأشيرة عبر الإنترنت أو من إحدى البعثات الدبلوماسية لساو تومي وبرينسيب قبل الوصول، إلا إذا كانوا من إحدى الدول المعفاة من التأشيرة.

## خريطة سياسة التأشيرات

ساو تومي وبرينسيب
لا حاجة لتأشيرة (15 يومًا)
تأشيرة عند الوصول (15 يومًا)
تأشيرة إلكترونية

## الإعفاء من التأشيرة
يمكن لمواطني الدول التالية زيارة ساو تومي وبرينسيب دون تأشيرة لمدة تصل إلى 15 يومًا.
| - جميع دول الاتحاد الأوروبي \| - أندورا - أنغولا - البرازيل - كندا - الرأس الأخضر - غينيا الاستوائية - الغابون \| - غينيا بيساو - آيسلندا - اليابان - الكويت - ليختنشتاين - موناكو - المغرب \| - موزمبيق - النرويج - قطر - روسيا - رواندا - سان مارينو - كوريا الجنوبية \| - سويسرا - تيمور الشرقية - تركيا - الإمارات العربية المتحدة - المملكة المتحدة - الولايات المتحدة - مدينة الفاتيكان \| \| |                                                                           |                                                                          | |  |
| - أندورا - أنغولا - البرازيل - كندا - الرأس الأخضر - غينيا الاستوائية - الغابون | - غينيا بيساو - آيسلندا - اليابان - الكويت - ليختنشتاين - موناكو - المغرب | - موزمبيق - النرويج - قطر - روسيا - رواندا - سان مارينو - كوريا الجنوبية | - سويسرا - تيمور الشرقية - تركيا - الإمارات العربية المتحدة - المملكة المتحدة - الولايات المتحدة - مدينة الفاتيكان |  |

| - أندورا - أنغولا - البرازيل - كندا - الرأس الأخضر - غينيا الاستوائية - الغابون | - غينيا بيساو - آيسلندا - اليابان - الكويت - ليختنشتاين - موناكو - المغرب | - موزمبيق - النرويج - قطر - روسيا - رواندا - سان مارينو - كوريا الجنوبية | - سويسرا - تيمور الشرقية - تركيا - الإمارات العربية المتحدة - المملكة المتحدة - الولايات المتحدة - مدينة الفاتيكان |  |

| تاريخ تغييرات التأشيرات |
| --- |
| - 2015: أنغولا، البرازيل، كندا، الرأس الأخضر، غينيا الاستوائية، مواطنو الاتحاد الأوروبي، غينيا بيساو، موزمبيق، البرتغال، تيمور الشرقية والولايات المتحدة - 25 أبريل 2017: أندورا، الغابون، آيسلندا، اليابان، الكويت، ليختنشتاين، موناكو، المغرب، النرويج، قطر، روسيا، سان مارينو، كوريا الجنوبية، سويسرا، تركيا، الإمارات العربية المتحدة، الفاتيكان - غير محدد: رواندا |

حاملو جوازات السفر الدبلوماسية أو الخدمية وجوازات السفر الخاصة بالشؤون العامة الصادرة عن الصين لا يحتاجون إلى تأشيرة لمدة 30 يومًا.
المستقبل
وقعت صربيا وساو تومي وبرينسيب اتفاقية لإلغاء التأشيرات لحاملي الجوازات الدبلوماسية والخدمية في 6 يوليو 2022.
تم توقيع اتفاقيات إعفاء من التأشيرات بين ساو تومي وبرينسيب وسانت كيتس ونيفيس وتوغو وهي لم تُصدق بعد.

## تأشيرة عند الوصول
يمكن لحاملي جوازات السفر العادية الصادرة عن الصين وهونغ كونغ وماكاو الحصول على تأشيرة عند الوصول صالحة لمدة 15 يومًا.

## تأشيرة إلكترونية
يمكن لمواطني الدول التي تتطلب تأشيرة الحصول عليها عبر الإنترنت من خلال نظام e-VisaST. تتم معالجة التأشيرة الإلكترونية خلال 7 أيام عمل.

## تأشيرة بديلة
لا يحتاج حاملو تأشيرة أو تصريح إقامة صادر عن الولايات المتحدة أو إحدى دول منطقة شنغن إلى تأشيرة للإقامة لمدة تصل إلى 15 يومًا.

## الترانزيت
يجب على ركاب العبور امتلاك تذكرة مؤكدة لرحلة إلى بلد ثالث في نفس اليوم. يجب على الركاب البقاء في منطقة العبور الدولية بالمطار وامتلاك الوثائق المطلوبة للوجهة التالية.